# Patruller

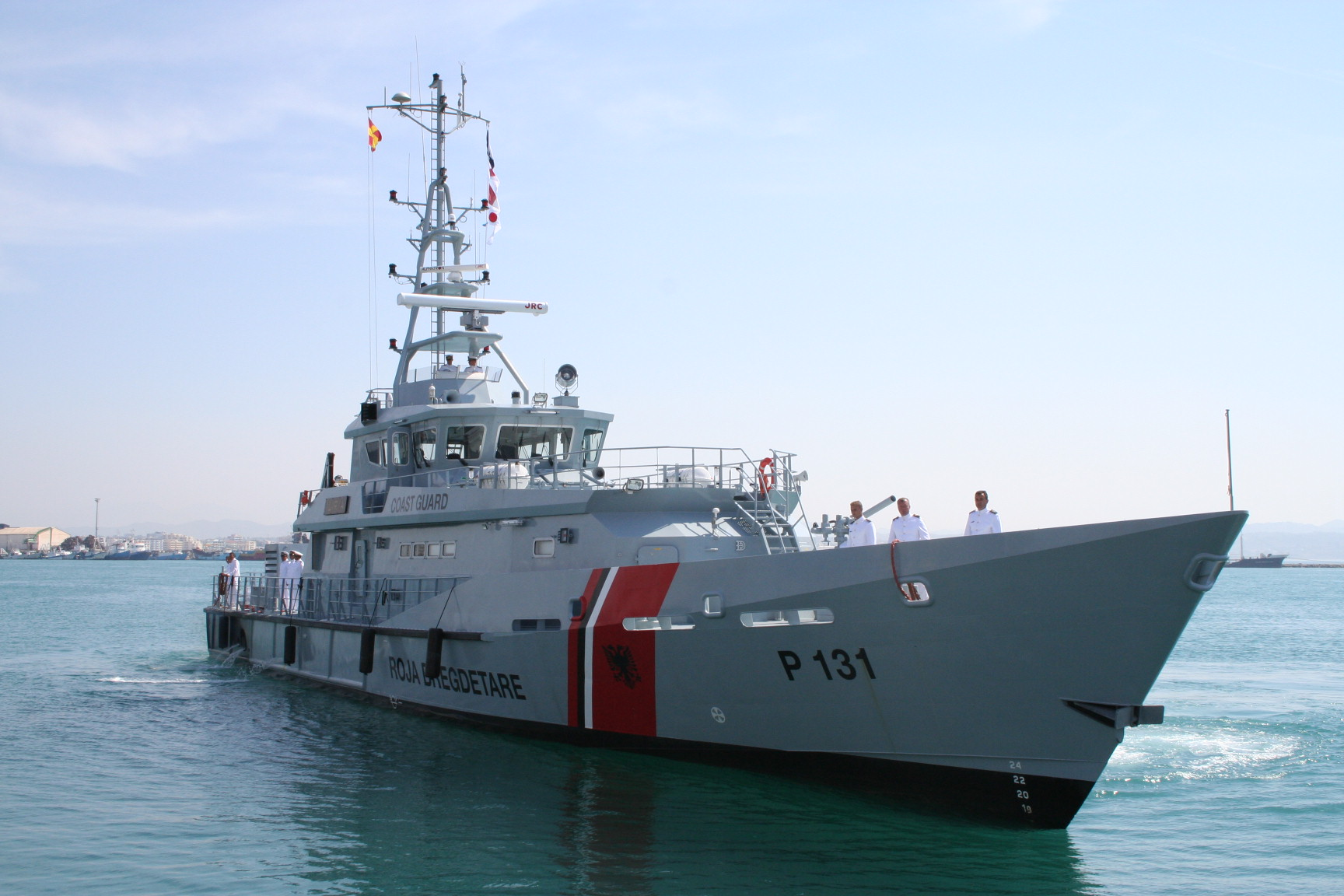
Patruller italià Iliria, entrà en servei el 2008 i té 42 m d'eslora.

Un patruller (o patrullera) és una embarcació de poca eslora i desplaçament destinada a tasques de vigilància marítima. El seu objectiu principal és el control i protecció de les aigües territorials i la zona econòmica exclusiva. En funció de la seva tipologia, les missions a fer i l'organització naval de cada país, les patrulleres poden formar part de les forces navals, els guardacostes o altres agències governamentals.

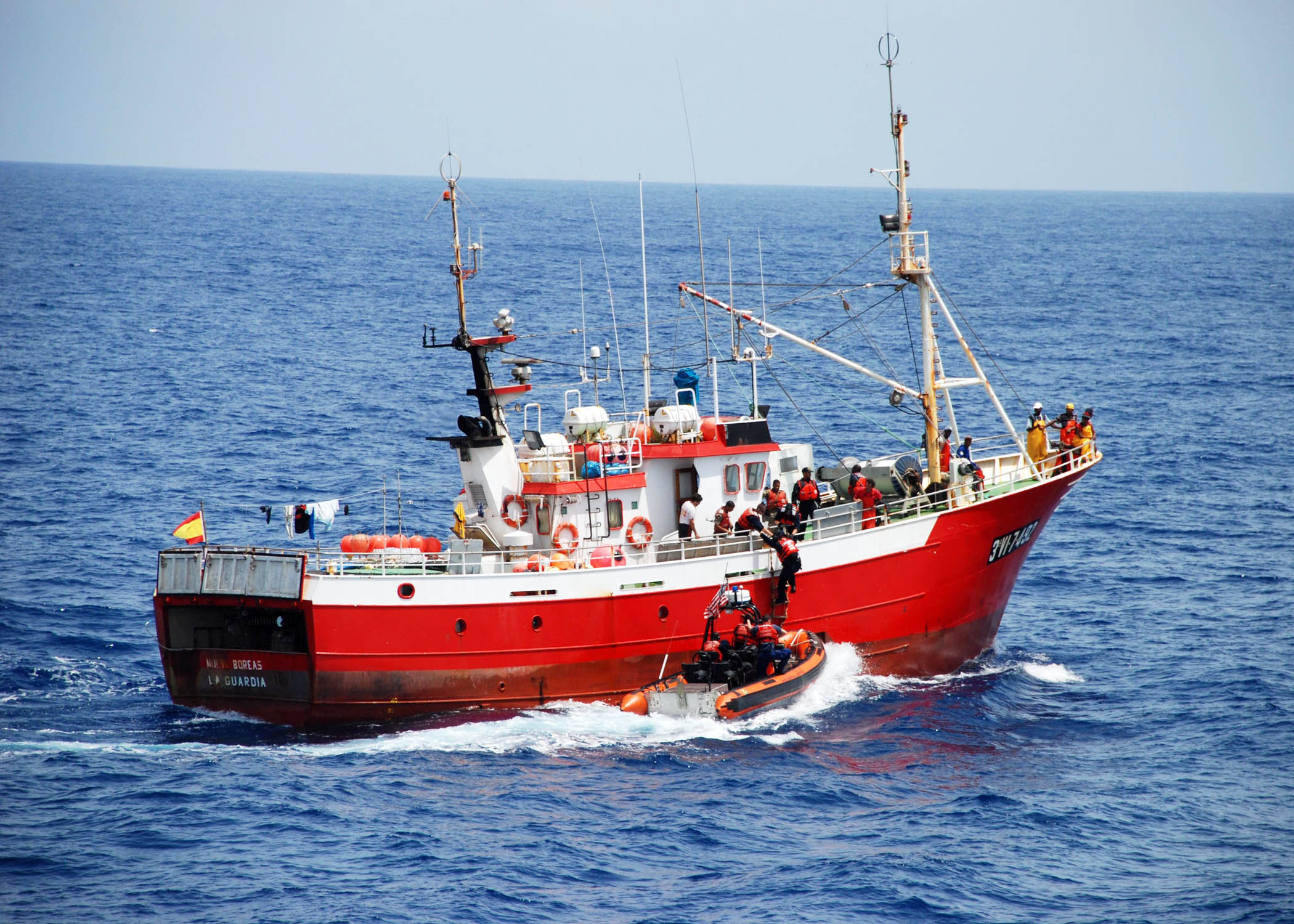
Guardacostes estatunidencs del patruller Legare inspeccionant un vaixell pesquer.

## Missions
Les missions assignades habitualment als patrullers són:
- Lluita contra el contraban i altres infraccions de la llei en l'àmbit marítim com la pesca furtiva, la immigració il·legal, la pirateria,[4] etc.
- Salvament marítim per assistir embarcacions en perill, extinció d'incendis, cerca i rescat de nàufrags, evacuació de ferits, etc.
- Suport en cas de catàstrofes i de protecció del medi ambient per exemple per controlar abocaments d'hidrocarburs.
- Protecció d'instal·lacions portuàries i aigües territorials.

## Classificació

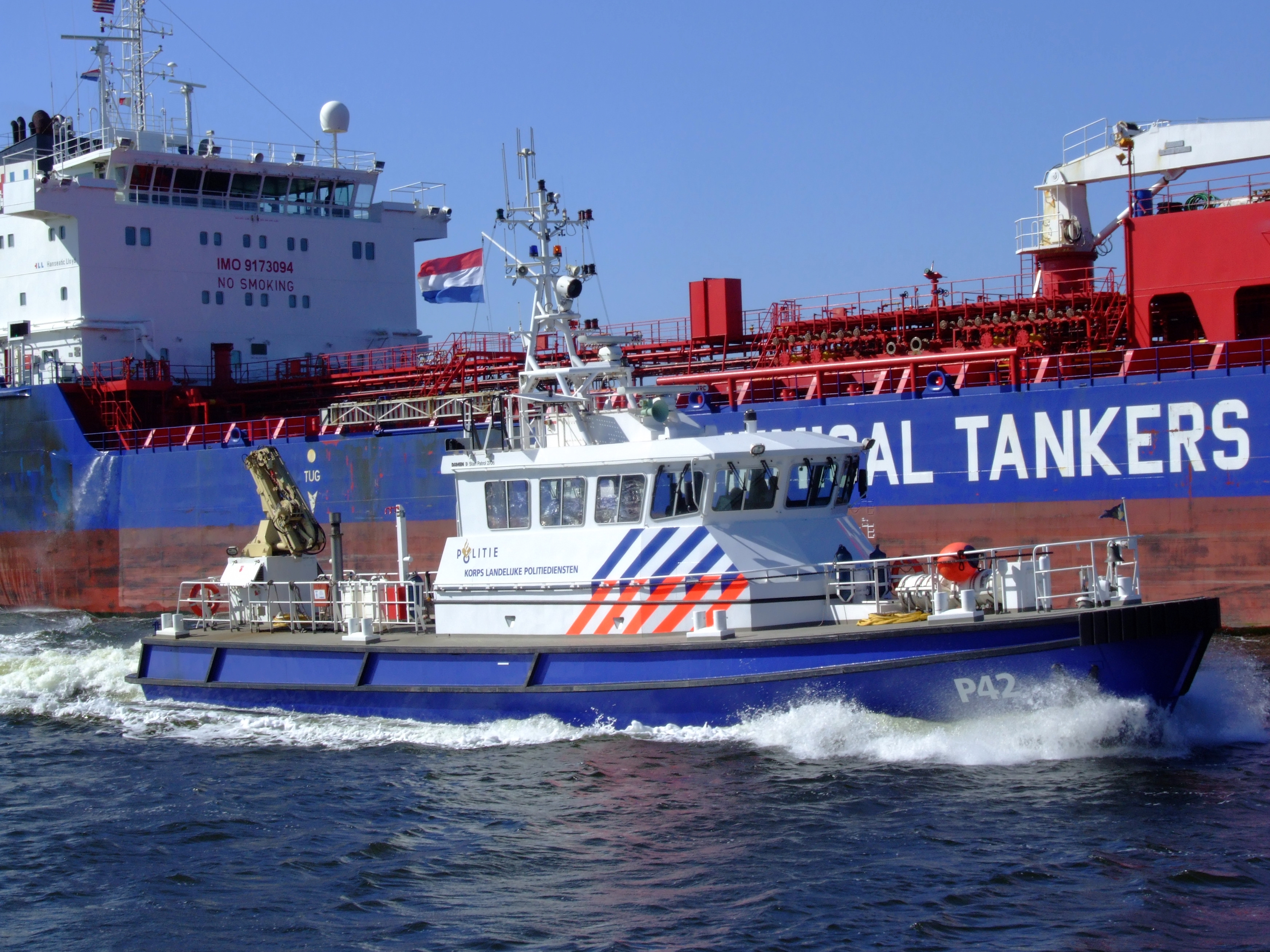
Petita patrullera litoral P42 de la policia holandesa.

La classificació és complexa a causa de la diversitat d'embarcacions que s'enquadren en aquesta categoria, des de petites llanxes costaneres a embarcacions de més de 100 m d'eslora. A grans trets podem diferenciar:
- Patrullers litorals, embarcacions de poca eslora destinades a operar a prop de les costes i, per tant, tenen poca autonomia.[5] En funció de l'armament instal·lat ens trobem en dos extrems diferents:
  - Armament lleuger, consistent només en metralladores o algun canó automàtic, ja siguin de tir manual o en una torreta automatitzada. Aquests dissenys no estan pensats per atacar altres vaixells i, per tant, la seva funció primària és la inspecció de vaixells en temps de pau.
  - Armament pesant, solen equipar canons automàtics de gran calibre (40 a 76 mm) i míssils antivaixell com l'AGM-84 Harpoon. Aquestes embarcacions tenen una gran velocitat (>30 nusos) i estan especialment dissenyades per atacar vaixells en un entorn litoral. Aquestes embarcacions se solen denominar Fast Patrol Craft[2] (FPC o "embarcacions de patrulla ràpida") i també es poden enquadrar en la categoria de llanxa ràpida d'atac.

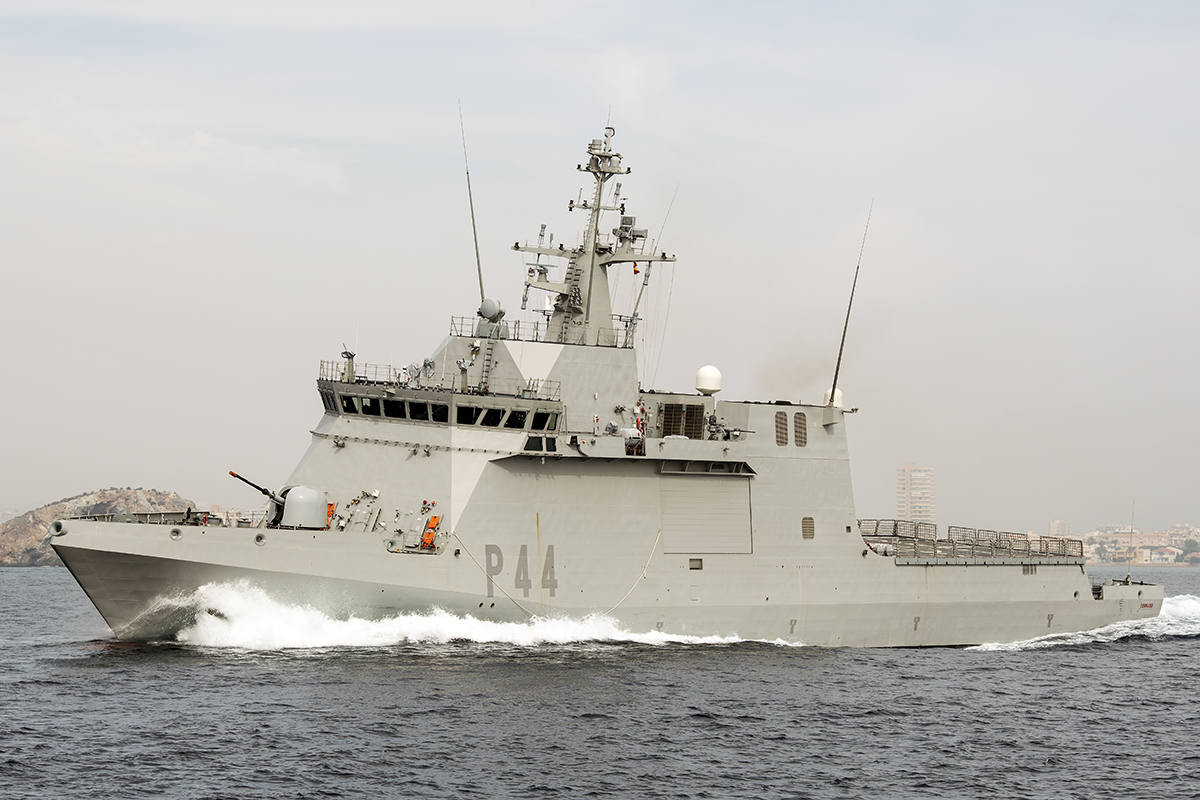
Patruller d'altura Tornado (P44), de l'Armada espanyola.

- Patrullers d'altura, també coneguts com a OPV (acronim en anglès del terme Offshore Patrol Vessel), es caracteritzen per tenir un disseny apte per a navegació oceànica. Això requereix una eslora major, amb combustible, allotjaments i avituallaments per a patrulles de diverses setmanes. Existeixen configuracions molt diverses, tot i que habitualment compten amb un desplaçament d'entre 500 i 3.300 tones, una velocitat màxima de fins a 25 nusos i un equipament de comunicació i armes limitat.[6] Les patrulleres d'altures compten amb llanxes pneumàtiques de gran velocitat (RIBs) per a facilitar l'abordatge i inspecció de vaixells. Els models de major desplaçament solen tenir una coberta de vol per operar amb helicòpters o vehicles aeris no tripulats.[5] Els patrullers d'altura tenen una autonomia major que les corbetes, però són més lents i tenen sistemes d'armament/sensors més limitats, amb poques o nul·les capacitats antisubmarina i antiaèria per exemple.[7]